# 山本聡 (経営学者)
山本 聡（やまもと さとし、1978年 - ）は、日本の経営学者、東洋大学経営学部教授。専門は中小企業経営論。

## 経歴
慶應義塾大学商学部を卒業して同大学大学院商学研究科へ進み、さらにイギリスのウォーリック大学に留学して、2005年1月にウォーリック大学から、3月に慶應義塾大学から修士を取得した。同年4月に機械振興協会経済研究所の研究員となり、7年間勤務した。この間に、一橋大学大学院経済学研究科博士課程に進み、単位取得満期退学した。
2012年に東京経済大学経営学部専任講師となり、2015年に准教授に昇任した。
この間、2014年に、「国内機械製造業における企業の意思決定主体の属性と投資行動」により、一橋大学から博士（経済学）を取得した。
東京都の「東京の中小企業振興を考える有識者会議」など行政関係の各種委員も務め、企業経営者や技術者向けの講演や寄稿も多く、テレビ番組にも出演している。
2019年、東洋大学経営学部教授に転じた。